# ماریانا (فلوریدا)
ماریانا (به انگلیسی: Marianna) شهری در شهرستان جکسون ایالت فلوریدا است که در سال ۱۸۲۵ بنیان‌گذاری شده‌است. این شهر طبق سرشماری سال ۲۰۱۰ میلادی، ۶٬۱۰۲ نفر جمعیت داشته و مساحت آن نیز ۲۰٫۹ کیلومتر مربع است.